# József Peterman
József Peterman (nascido em 23 de outubro de 1947) é um ex-ciclista húngaro que competiu no ciclismo nos Jogos Olímpicos de Verão de 1972, representando a Hungria.